# Chiese barocche delle Filippine
Chiese barocche delle Filippine è la denominazione ufficiale di 4 chiese di epoca spagnola che si trovano nelle Filippine, inserite nel 1993 nell'elenco dei Patrimoni dell'umanità dell'UNESCO.
Esse sono:
- Chiesa di San Agustin a Manila;
- Nuestra Señora de la Asuncion a Santa Maria, Ilocos Sur;
- Chiesa di San Agustin a Paoay, Ilocos Norte;
- Chiesa di San Tomas de Villanueva a Miagao, Iloilo.

Questi edifici sono parte integrante della storia delle Filippine, non solo per quanto riguarda l'introduzione del Cristianesimo nell'arcipelago ma per essere state usate come spina dorsale del colonialismo spagnolo, quando Stato e Chiesa erano visti come la stessa cosa.
L'architettura delle chiese riflette l'adattamento dello stile spagnolo/latinoamericano al contesto locale, compresa la fusione con motivi tipici dell'arte cinese, ma riflette anche le influenze politiche della Chiesa. Questi edifici sono stati oggetto nei secoli di attacchi e ribellioni da parte delle popolazioni locali, e questa è la ragione per cui alcuni di essi paiono più fortezze che meri edifici di culto. Soprattutto ciò si nota nella chiesa di Santa Maria, situata sulla cima di una collina, che veniva utilizzata come cittadella nei tempi di crisi. Anche la chiesa di Miagao ha subito diversi attacchi da parte delle popolazioni musulmane del sud.
Essendo le isole Filippine situate nella cosiddetta cintura di fuoco, nella costruzione di questi edifici si è data molta importanza ai contrafforti e alla stabilità delle fondamenta; nonostante ciò, alcune chiese sono state danneggiate in seguito a terremoti, ma sono poi state prontamente ricostruite. La chiesa di San Agustin a Manila è l'unica struttura del centro storico, l'Intramuros, che sia sopravvissuta alla Seconda guerra mondiale.
Oltre a queste 4 chiese, il Governo filippino ha dichiarato Patrimonio nazionale altre 26 chiese risalenti all'epoca della colonizzazione spagnola, anche se esse non rientrano nei Patrimoni dell'umanità dell'UNESCO.